# Darren Styles
Darren Styles (* 1975 in Colchester, Essex, als Darren Mew) ist ein britischer DJ und Sänger. Er wurde vor allem durch die Mitarbeit in den Musikgruppen Force & Styles und Styles & Breeze bekannt, war aber auch als Solokünstler erfolgreich.

## Werdegang
Mit 16 Jahren begann Styles als DJ. Einen Namen machte er sich im Team mit Paul Hobbs alias DJ Force ab 1993, als Force & Styles. Im Bereich des Happy Hardcore waren sie sehr erfolgreich und wurden mehrfach ausgezeichnet.
Sechs Jahre später begann seine Zusammenarbeit mit Mark Breeze. Sie bildeten das Duo Styles & Breeze, welches zwei Hits in den britischen Charts erzielen konnte: You're Shining (2004, Platz 19) und Heartbeatz (2005, Platz 16).
Ab 2002 schrieb er mehrere Charthits für Kelly Llorenna, Flip & Fill und die Dance-Band Ultrabeat, darunter deren Nummer-2-Hit Pretty Green Eyes. 
Seit 2006 ist er sehr erfolgreich als Solo-DJ unterwegs. Bei den Hardcore Awards wurde er als bester DJ und bester Produzent ausgezeichnet. Seine Single Save Me wurde die Single des Jahres. 2008 veröffentlichte er sein erstes Album Skydivin, eine Doppel-CD mit Songs in Hardcore und anderen Stilen. Es stieg in den britischen Single-Charts auf Platz 4 der Verkaufscharts ein.
Im September 2010 erschien das zweite Studioalbum Feel the Pressure. Es erreichte Platz 23 in den Britischen Single-Charts und war dort zwei Wochen vertreten. Es folgte eine Zusammenarbeit mit dem deutschen DJ und Produzenten Manian mit dem Titel Outta My Head, durch die er auch über die Grenzen Hinaus Erfolge feiern konnte.
In den Folgejahren entwickelte sich sein Stil weiter weg vom Happy Hardcore und ließ sich vermehrt in den Bereich der Euphoric-Hardstyle-Musik einordnen. Im Zuge dessen agierte er unter anderem auf Plattenlabels wie „Dirty Workz“ und „Scantraxx“ und arbeitete mit Produzenzten wie Atmozfears und Da Tweekaz. 2017 kam es zu einem Gastauftritt auf der Defqon.1.

## Diskografie
Alben
- 2008: Skydivin’
- 2010: Feel The Pressure

Singles
- 1997: Paradise & Dreams (Force & Styles feat. Junior)
- 1998: Heart of Gold (Force & Styles feat. Kelly Llorena)
- 2003: Let Me Fly (Darren Styles & Mark Breeze)
- 2003: Chemical Love (Darren Styles & Mark Breeze)
- 2004: You’re Shining (Styles & Breeze)
- 2005: Heartbeatz (Styles & Breeze feat. Karen Danzig)
- 2007: Save Me
- 2007: Sure Feels Good (vs. Ultrabeat)
- 2008: Right By Your Side (N-Force vs. Darren Styles)
- 2008: Discolights (vs. Ultrabeat)
- 2010: Outta My Head (mit Manian)